# Bröderna Larssons Snickeri- & Skidfabrik, AB
Bröderna Larssons Snickeri- & Skidfabrik AB grundades 1893 av Johan Larsson i Örbyhus i nuvarande Tierps kommun i Uppsala län.
Johan Larsson började tillverka skidor i liten skala redan 1890 vid 13 års ålder. Hans far hade kännedom om brättning och han lät Johan använda sina verktyg. Skidorna såldes för 76 öre paret till skolkamraterna. Det tog cirka 14 dagar för Johan att förfärdiga ett par, enligt H. Edquist i företagets jubileumsskrift Bröderna Larssons Snickeri- & Skidfabriks specialkatalog då man uppmärksammade firmans 50-årsjubileum 1943.
1893 hade Johan Larsson så mycket erfarenhet av skidtillverkning att han ansåg sig mogen att driva den i större skala. Han fick beställningar från den omgivande trakten, från Uppsala, och till slut även en stor order från sportbutiken Bastmans i Stockholm, på 25 par skidor. 
Produktionen bedrevs i stugan hemma i Wallaboda där så småningom moderna maskiner installerades. 1895 kom brodern Lars Erik med i firman, han hade gått i lära hos Rydelius i Uppsala och hans erfarenhet och sakkunskap blev av stor betydelse för den fortsatta tillverkningen. Till exempel började man brätta genom kokning. Maskinparken i stugan, driven av en ångmaskin, växte. 
Hela produktionen såldes i förväg, Johan Larsson reste runt i landet och tog upp beställningar av de olika skidmodellerna; Torneå-, Haapavesi- och Tärnatyperna. Omkring år 1903 hade man tagit fram urtypen för de moderna svenska skidorna, de s.k. Sahlinarna, smala och raka skidor uppemot 11 fot långa. 
I det lilla utrymmet i stugan arbetade snart 15 personer, och 1905, när den årliga produktionen låg på 3000 par skidor, lät man bygga fabriken i Örbyhus. Konkurrensen var vid denna tid liten.